# Chandyga (città)
Chandyga (in russo :Хандыга?) è un villaggio di tipo urbano situato nella Sacha-Jakuzia, in Russia, sulle sponde del fiume Aldan, a est della capitale del territorio, Jakutsk.
Quo è nato il politico Vjačeslav Anatol'evič Štyrov.